# Robert Holdstock
Pour les articles homonymes, voir Holdstock.
Œuvres principales
- La Forêt des Mythagos
- Le Codex Merlin
- Le Cycle de Raven

Robert Holdstock, né le 2 août 1948 à Hythe dans le Kent en Angleterre et mort le 29 novembre 2009, est un auteur britannique connu pour ses œuvres de fantasy mythique. Son œuvre a été couronnée par plusieurs prix littéraires au Royaume-Uni, aux États-Unis et en France.

## Biographie
Après avoir étudié en zoologie médicale, il se met à l'écriture en 1975.  On lui doit une vingtaine de romans, dont en particulier la série de romans de La Forêt des Mythagos (La Forêt des Mythimages, Lavondyss, Le Passe-Broussaille, La Porte d'Ivoire, Avilion). La trilogie Le Cycle de Raven a été traduite en français, chez les Éditions du Seuil.

## Son œuvre
Les romans de Holdstock sont généralement considérés comme relevant de la fantasy mythique, un sous-genre de la fantasy qui entretient des relations particulièrement étroites avec ses sources d'inspirations antiques ou médiévales telles que la mythologie grecque ou la légende arthurienne. Ainsi, dans le cycle romanesque de La Forêt des Mythimages, les Mythimages qui peuplent la forêt de Ryhope sont des êtres surnaturels issus de l'inconscient collectif des mythes et des légendes. Le titre du roman La Porte d'ivoire, une préquelle de La Forêt des Mythimages, fait allusion à la porte de corne et à la porte d'ivoire qui, dans la mythologie grecque, livrent passage l'une aux rêves prémonitoires, l'autre aux rêves trompeurs. Le personnage principal du roman est victime d'un syndrome post-traumatique qui peut se manifester de deux façons radicalement différentes, l'une véridique et l'autre mensongère.
Dans la trilogie Le Codex Merlin, Holdstock imagine une rencontre entre les Argonautes de la mythologie grecque et l'enchanteur Merlin issu de la légende arthurienne : Merlin entreprend de ressusciter Jason et son équipage du navire Argo.

## Œuvres traduites en français

### La Forêt des Mythagos
1. La Forêt des Mythimages, La Découverte, 1987 ((en) Mythago Wood, 1984), trad. William Desmond
2. Lavondyss, Denoël, 1991 ((en) Lavondyss, 1988), trad. William Desmond
3. Le Passe-brousaille, Denoël, 1996 ((en) The Hollowing, 1994), trad. William Desmond
4. La Porte d'ivoire, Denoël, 2001 ((en) Gate of Ivory, 1998), trad. Patrick Marcel
5. La Femme des neiges, 2001 ((en) The Bone Forest, 1991), trad. Patrick Marcelin volume  La Forêt des mythagos - 1 aux éditions Denoël
6. Avilion, Denoël, 2012 ((en) Avilion, 2009), trad. Florence Dolisi

### Le Codex Merlin
1. Celtika, Le Pré aux clercs, 2003 ((en) Celtika, 2001), trad. Thierry Arson
2. Le Graal de fer, Le Pré aux clercs, 2004 ((en) The Iron Grail, 2002), trad. Thierry Arson
3. Les Royaumes brisés, Le Pré aux clercs, 2007 ((en) The Broken Kings, 2007), trad. Thierry Arson

### Le Cycle de Raven
Ce cycle est paru sous le pseudonyme de Richard Kirk.
1. La Maîtresse du chaos, Albin Michel, 1988 ((en) Swordmistress of Chaos, 1978), trad. Michel PagelÉcrit avec Angus Wells (en).
2. L'Araignée d'émeraude, Albin Michel, 1989 ((en) A Time of Ghosts, 1978), trad. Michel PagelÉcrit avec Angus Wells (en).
3. Le Dieu de glace, Albin Michel, 1989 ((en) The Frozen God, 1978), trad. Michel PagelÉcrit avec Angus Wells (en). Robert Holdstock n'est pas mentionné comme auteur de l'œuvre originale
4. (en) Lords of the Shadows, 1979
5. (en) A Time of Dying, 1979Écrit avec Angus Wells (en). Robert Holdstock n'est pas mentionné comme auteur de l'œuvre originale

### Romans indépendants
- Earthwind, Mnémos, 2004 ((en) Earthwind, 1977), trad. Sandra Kazourian
- Nécromancien, Mnémos, 2006 ((en) Necromancer, 1978), trad. Sandra Kazourian
- Le Souffle du temps, Denoël, 2004 ((en) Where Time Winds Blow, 1981), trad. Laurent Calluaud
- La Forêt d'émeraude, Mnémos, 2003 ((en) The Emerald Forest, 1985)Novélisation du film La Forêt d'émeraude de John Boorman
- Le Bois de Merlin, Mnémos, 2005 ((en) Merlin's Wood, 1994), trad. Sandra Kazourian
- La Chair et l'Ombre, Denoël, 2006 ((en) Ancient Echoes, 1996), trad. Florence Dolisi

### Recueil de nouvelles
- Dans la Vallée des statues et autres récits, Denoël, 2004 ((en) In the Valley of the Statues, 1982), trad. Philippe Gindre

## Récompenses
Parmi les prix littéraires qu'a remporté Robert Holdstock, on compte le prix British Science Fiction du meilleur roman 1984 et le prix World Fantasy du meilleur roman 1985 pour La Forêt des Mythagos, le prix British Science Fiction du meilleur roman 1988 pour Lavondyss et le prix Imaginales de la meilleure nouvelle 2004 pour Scarrowfell. 